# Praemium Classicum Clavarense
Das Praemium Classicum Clavarense ist eine italienische Auszeichnung, die seit 1994 jährlich in der ligurischen Stadt Chiavari von der Associazione Italiana di Cultura Classica an einen besonders verdienstvollen Philologen oder Historiker auf dem Gebiet der klassischen Disziplinen verliehen wird. Abwechselnd wird ein Gelehrter der griechischen oder der lateinischen Wissenschaften ausgezeichnet.

## Preisträger
- 1994: Graziano Arrighetti
- 1995: Pietro Citati
- 1996: Alberto Grilli
- 1997: Ernst Vogt
- 1998: Enzo Degani[3]
- 1999: Alfonso Traina
- 2000: Luigi Enrico Rossi
- 2001: Michael von Albrecht[4]
- 2002: Giovanni Cerri
- 2003: Giovanni D’Anna
- 2004: Rosario Pintaudi
- 2005: Giancarlo Mazzoli
- 2006: Giuseppe Cambiano
- 2007: Aldo Setaioli
- 2008: Giuseppe Mastromarco
- 2009: Leopoldo Gamberale
- 2010: Umberto Curi
- 2011: Giusto Picone
- 2012: Luigi Spina[5]
- 2013: Giuseppe Aricò
- 2014: Angelo Casanova
- 2015: Elisa Romano
- 2016: Maria Pia Pattoni
- 2017: Rita Pierini[6]
- 2018: Renzo Tosi[7]
- 2019: Arnaldo Marcone
- 2020: nicht vergeben wegen Ausbruch der COVID-19-Pandemie
- 2021: Alessandro Fo[8]
- 2022: Silvia Romani
- 2023: Paolo Esposito[1]